# Bandsko more
Bandsko more je more u Indoneziji koje je dio Tihog oceana, površine 470.000 do 695.000 km2. Nalazi se između otoka Sulawesija, Serama, Tanimbara i Timora. Prosječje je dubine 3.604 m, najveće 7.440 m. U smjeru istok-zapad dugo je oko 1200 km, a u smjeru sjever-jug 600 km.